# Коктерек (Маканчинский район)
Коктерек (каз. Көктерек, до 199? г. — Мирный) — село в Маканчинском районе Абайской области Казахстана. Административный центр Коктерекского сельского округа. Код КАТО — 636461100.

## Население
В 1999 году население села составляло 1654 человека (831 мужчина и 823 женщины). По данным переписи 2009 года, в селе проживали 1503 человека (749 мужчин и 754 женщины).